# Peter Friis Jensen
Peter Friis Jensen est un footballeur danois né le 2 mai 1988. Il évolue au poste de gardien de but au Vendsyssel FF.

## Palmarès
- Champion du Danemark de D2 en 2015 avec le Viborg FF